# Шёнау-на-Тристинге
Шёнау-на-Тристинге (нем. Schönau an der Triesting) — коммуна (нем. Gemeinde) в Австрии, в федеральной земле Нижняя Австрия. 
Входит в состав округа Баден.  Население составляет 1879 человек (на 31 декабря 2005 года). Занимает площадь 8,03 км². Официальный код  —  30631.

## Политическая ситуация
Бургомистр коммуны — Адольф Планк (СДПА) по результатам выборов 2005 года.
Совет представителей коммуны (нем. Gemeinderat) состоит из 19 мест.
- СДПА занимает 11 мест.
- АНП занимает 5 мест.
- Партия UBL занимает 3 места.